# It's Alive (album)
It's Alive är punkbandet Ramones första livealbum, utgivet i april 1979. Det spelades in 31 december 1977 på Rainbow Theatre i London. Låtarna är hämtade från deras tre första album.

## Låtlista
Samtliga låtar skrivna av The Ramones, om inte annat anges.
Sida ett
1. "Rockaway Beach" - 2:24
2. "Teenage Lobotomy" - 1:54
3. "Blitzkrieg Bop" - 2:05
4. "I Wanna Be Well" - 2:23
5. "Glad to See You Go" - 1:51
6. "Gimme Gimme Shock Treatment" - 1:37
7. "You're Gonna Kill That Girl" - 2:37

Sida två
1. "I Don't Care" - 1:46
2. "Sheena Is a Punk Rocker" - 2:16
3. "Havana Affair" - 1:34
4. "Commando" - 1:39
5. "Here Today, Gone Tomorrow" - 2:54
6. "Surfin' Bird" (Al Frazier/Sonny Harris/Carl White/Turner Wilson) - 2:20
7. "Cretin Hop" - 1:58

Sida tre
1. "Listen to My Heart" - 1:40
2. "California Sun" (Henry Glover/Morris Levy) - 1:45
3. "I Don't Wanna Walk Around With You" - 1:24
4. "Pinhead" - 2:45
5. "Do You Wanna Dance?" - 1:39
6. "Chainsaw" - 1:28
7. "Today Your Love, Tomorrow the World" - 2:05

Sida fyra
1. "Now I Wanna Be a Good Boy" - 2:10
2. "Judy is a Punk" - 1:13
3. "Suzy is a Headbanger" - 1:53
4. "Let's Dance" (Jim Lee) - 2:03
5. "Oh Oh I Love Her So" - 1:39
6. "Now I Wanna Sniff Some Glue" - 1:18
7. "We're a Happy Family" - 2:05

## Medverkande
- Joey Ramone - sång
- Johnny Ramone - gitarr
- Dee Dee Ramone - bas
- Tommy Ramone - trummor